# 鳥羽豊
鳥羽 豊（とりば ゆたか、1964年3月26日 - ）は、日本の実業家。第2代ドトールコーヒー代表取締役社長や、初代ドトール・日レスホールディングス代表取締役社長を務めた。

## 人物・経歴
東京都でドトールコーヒー創業者鳥羽博道の子として生まれる。1988年駒澤大学経営学部卒業、ドトールコーヒー入社。1994年海外事業部長。1997年東日本事業部長。1999年取締役DCS統括本部長に昇格。2000年常務取締役事業統括本部長。2004年専務取締役営業統括本部長。
2005年からドトールコーヒー第2代代表取締役社長を務め、日本レストランシステムとの経営統合にあたり、2007年に共同持株会社として設立されたドトール・日レスホールディングスの初代代表取締役社長に就任した。2008年事業会社の経営に注力するためドトール・日レスホールディングスの取締役に退いた。レーシングドライバーとして、FIA-F4選手権やスーパー耐久などに参戦している。